# Ruisseau de la Roche (affluent de la Truyère)
Pour les articles homonymes, voir Ruisseau de la Roche et Roche (homonymie).
Le ruisseau de la Roche est une  rivière française du Massif central qui coule dans le département du Cantal. C'est un affluent de la Truyère en rive droite, donc un sous-affluent de la Garonne par la Truyère et le Lot.

## Géographie
De 13,8 km de longueur, le ruisseau de la Roche prend sa source dans le département du Cantal commune de Clavières sous le nom de ruisseau de Machot et se jette dans la Truyère en rive droite sur la commune de Chaliers.

## Départements et communes traversées
- Cantal : Clavières, Loubaresse, Chaliers, Ruynes-en-Margeride.

## Principaux affluents
- Ruisseau de Barnage : 2,4 km
- Ruisseau de Sagne Lestrade : 3,7 km
- Ruisseau de Rézonnet : 4,1 km
- Ruisseau de Ruynes : 2,7 km
- Ruisseau de Lafont : 6,1 km
- Ruisseau de Chauliaguet : 2,4 km